# Нововолынский завод строительных материалов
Нововолынский завод строительных материалов (укр. Нововолинський завод будівельних матеріалів) — промышленное предприятие в городе Нововолынск Волынской области, прекратившее производственную деятельность.

## История
Нововолынский кирпичный завод мощностью 27 млн. шт. кирпича в год был построен в соответствии с пятым пятилетним планом восстановления и развития народного хозяйства СССР и введён в эксплуатацию в 1953 году.
В 1956 году началась разработка месторождения глины у села Низкиничи Иванического района. Глиняный карьер (через который в том же году была построена высоковольтная линия электропередач, обеспечивавшая также шахту "Нововолынская № 4") стал новым источником сырья для завода.
В первые годы завод в основном обеспечивал потребности городского и местного строительства, после расширения производства в соответствии с семилетним планом продукция завода начала поступать за пределы Волынской области. В связи с расширением ассортимента выпускаемой продукции завод получил новое наименование - Нововолынский завод строительных материалов.
В целом, в советское время завод входил в число ведущих предприятий города.
После провозглашения независимости Украины завод перешёл в ведение государственной корпорации "Укрстройматериалы".
В мае 1995 года Кабинет министров Украины утвердил решение о приватизации завода, после чего государственное предприятие было преобразовано в открытое акционерное общество.
В это время завод специализировался на производстве керамического кирпича.
В 2006 году добыча глины в карьере у села Низкиничи была приостановлена, в 2009 году карьер был закрыт. В следующие несколько лет состояние карьера ухудшалось, возникший на дне карьера водоём затруднил возможность возобновления добычи сырья.
6 июня 2013 года хозяйственный суд Волынской области признал Нововолынский завод строительных материалов банкротом.